# موتورولا داينا تاك

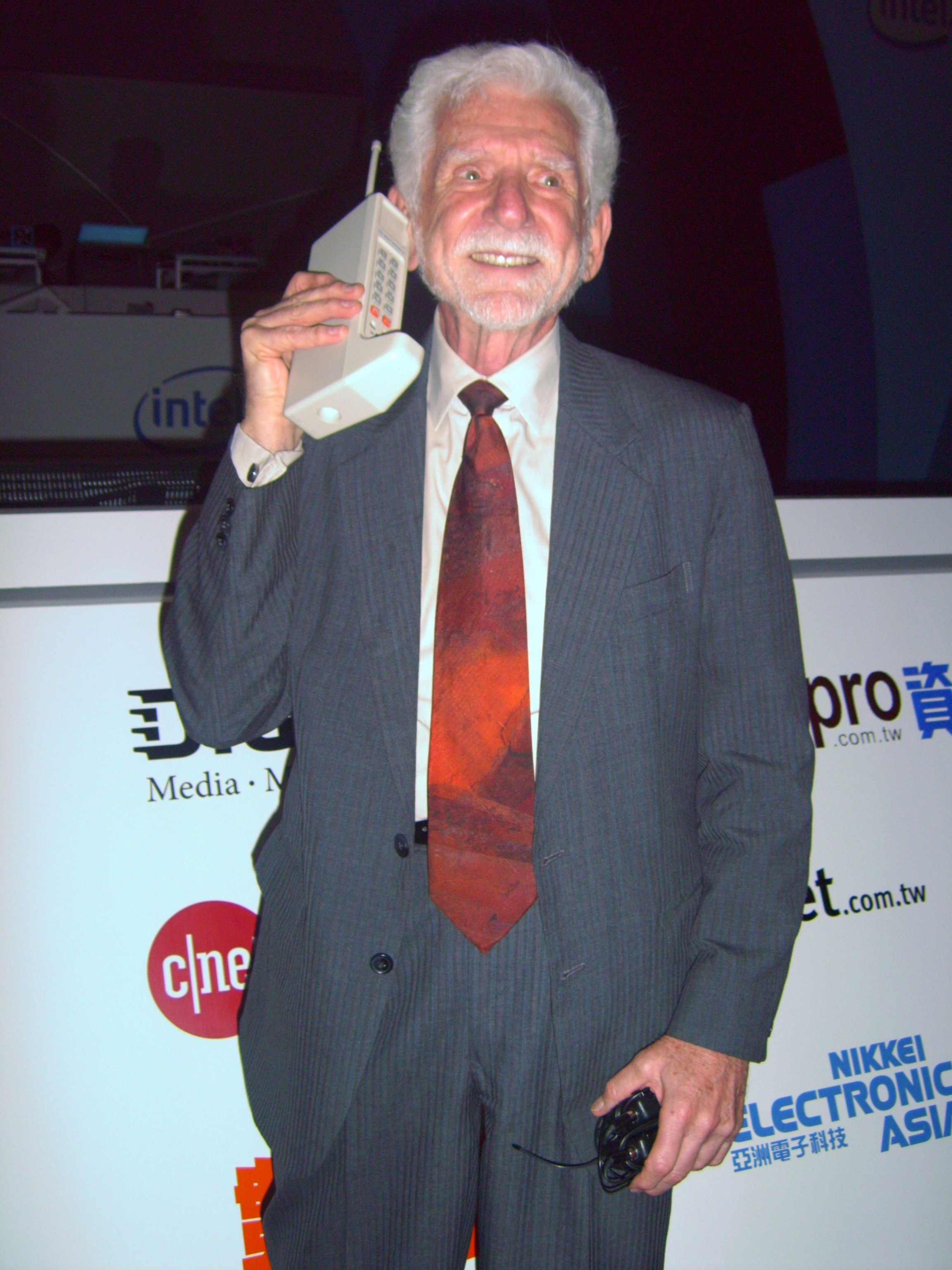
أجرى الدكتور مارتن كوبر من شركة موتورولا أول مكالمة هاتفية متنقلة على النموذج في 4 أبريل 1973. هذا الصورة في عام 2007.

موتورولا داينا تاك (بالإنجليزية: Motorola DynaTAC)‏ هي عبارة عن سلسلة من الهواتف الخلوية المصنعة من قبل شركة موتورولا بين أعوام 1984-1994. وقد كان  الهاتف الخلوي المحمول Motorola DynaTAC 8000X الأول من هذه السلسلة والذي حصل على موافقة من لجنة الاتصالات الفدرالية الأمريكية يوم 21 سبتمبر 1983. ، والذي أصبح أول هاتف خليوي تم تقديمه تجاريا في عام 1984. وقت العرض هو 30 دقيقة من وقت الكلام و8 ساعات في الانتظار، وشاشة LED 
، كما يخزن الهاتف 30 رقم . كان سعره 3995 دولار في عام 1983.